# Castelnau-d'Auzan
Castelnau-d'Auzan é uma ex-comuna francesa na região administrativa de Occitânia, no departamento de Gers. Estendeu-se por uma área de 43,79 km². Em 2010 a comuna tinha 1 257 habitantes (densidade: 28,7 hab./km²).
Em 1 de janeiro de 2016 foi fundida com a comuna de Labarrère para a criação da nova comuna de Castelnau-d'Auzan-Labarrère.